# Samira Bennani
Pour les articles homonymes, voir Bennani.
Samira Bennani, née en 1964, est une pilote automobile marocaine et la première Africaine championne de course auto sur circuit de vitesse fermé.

## Carrière
Elle naît en 1964. En 1997, Abdelhaq Bennani, coach de course automobile et mari de Samira, l'initie à la compétition. Elle participe à sa première course à Benslimane en 1998 au volant d'une GT Turbo Super 5.
Elle participe aux côtés des hommes aux compétitions de course sur circuit de vitesse fermé et remporte les championnats nationaux en 1998,.
En 1999, elle est la seule femme à participer au championnat de la Super Copa Mégane et arrive plusieurs fois sur le podium et une dizaine de fois dans les 5 premières places. Elle gère en parallèle une société de location de voitures Indycar à Rabat.
En 2005, elle n'a pas pu participer au Rallye Dakar à la suite du désistement de son sponsor. Elle était censée participer à bord d'une Mercedes V8-T 2 et en duo avec le chanteur Cheb Faudel.
En 2008, elle anime l'émission « Mâa Samira » (Avec Samira) sur la chaîne Arryadia et y parle du sport féminin marocain, suivant chaque semaine une sportive marocaine notoire.
En 2010, elle devient la première Africaine membre de la commission « Femmes dans le sport automobile » de la FIA.
En 2013, elle est vice-présidente de la Fédération royale marocaine des sports automobiles. Elle participe alors aux réunions du conseil mondial de la Fédération internationale de l'automobile. 

## Vie privée
Elle rencontre Abdelhaq Bennani alors qu'elle a seize ans et qu'elle étudie au lycée Oum Ayman à Fès. Ils se marient la même année, bien que sa famille ne veuille pas la voir mariée aussi jeune. Abdelhaq et Samira Bennani sont les parents de Mouna et Mehdi Bennani, ce dernier faisant lui aussi carrière en sport automobile notamment au sein du championnat du monde des voitures de tourisme,.

## Prix et récompenses
En 1999, elle reçoit l'Ouissam Alaouite du sport première catégorie des mains de Hassan II.